# Yossi Ghinsberg
Yossi Ghinsberg (Ramat Gan, 5 aprile 1959) è uno scrittore israeliano.
È noto per il suo libro Jungle: A Harrowing True Story of Survival, da cui è tratto il film del 2017 Jungle, diretto da Greg McLean, che vede Daniel Radcliffe come protagonista.

## Biografia
Ghinsberg è cresciuto a Ramat Gan, Israele.  I suoi genitori erano sopravvissuti all'Olocausto.  Quando aveva 18 anni, si arruolò nella Marina israeliana per il servizio militare obbligatorio. Dopo avere prestato servizio per tre anni nelle forze navali israeliane, Ghinsberg, ispirato dal libro Papillon di Henri Charrière, ha deciso di partire per un viaggio avventuroso nell'Amazzonia, della quale sognava di esplorare le zone non ancora conosciute, e di conoscerne le tribù. Ha fatto diversi lavori per guadagnare abbastanza denaro a tale scopo. 
Arrivato nell'America meridionale, si è mosso in autostop dal Venezuela alla Colombia. Qui ha incontrato Markus Stamm, un insegnante svizzero e si è recato insieme a lui in Bolivia,  dove hanno conosciuto Karl Ruprechter, un sedicente geologo austriaco che stava organizzando una spedizione nell'Amazzonia inesplorata boliviana, alla ricerca dell'oro. Ghinsberg, Marcus Stamm e Kevin Gale, un fotografo americano, si sono quindi uniti alla spedizione di Ruprechter. Fallito il tentativo di viaggiare nella giungla a piedi, a corto di provviste, i quattro si sono fermati a un villaggio dove hanno fatto rifornimento per proseguire poi su una zattera risalendo il fiume ma, diventata la navigazione più pericolosa, Ruprechter e Stamm hanno deciso di proseguire a piedi.
Travolta dalle rapide, la zattera di Ghinsberg e Gale si è schiantata contro gli scogli. Gale è arrivato a riva, ma Ghinsberg è stato travolto dalla corrente e dopo essere riuscito a tornare a terra ha passato quattro giorni a risalire il fiume alla ricerca di Gale prima di rendersi conto di essere rimasto bloccato da solo nella giungla.
Rimasto solo per tre settimane nella giungla, è stato trovato da Gale che aveva organizzato varie spedizioni di ricerca. Ha poi deciso di scrivere il libro Back from Tuichi sulla sua esperienza, tradotto in quindici lingue.